# トム・シボドー
- トム・ティボドー

トーマス・ジョセフ・シボドー・ジュニア（Thomas Joseph  Thibodeau, Jr.、1958年1月17日 - 発音θɪ́bədoʊ(米国英語);）は、アメリカ合衆国コネチカット州ニューブリテン出身のバスケットボール指導者。

## 経歴

### 大学
- セイラム州立大学でプレーし卒業したのち、チームのアシスタントコーチを4年間務め、ヘッドコーチを1年務めた後、1989年から4年間、ハーバード大学のアシスタントコーチを務めた。

### アシスタントコーチ
- 1989年、シボドーのNBAのキャリアは、リーグ拡大に伴い新設されたミネソタ・ティンバーウルブズでビル・マッセルマンのもとでアシスタントコーチを務めることによって始まった。
- 1991年から1年間はシアトル・スーパーソニックスでスカウトを担当した後、1992年、サンアントニオ・スパーズに移り、2年間ジョン・ルーカスらのもとでアシスタントコーチを務めた。1994年からの2シーズンは、ルーカスとともにフィラデルフィア・セブンティシクサーズに移籍し、アシスタントコーチを務めた。

- 1995年にニューヨーク・ニックスに移りジェフ・ヴァン・ガンディのもとでアシスタントコーチを務めた。

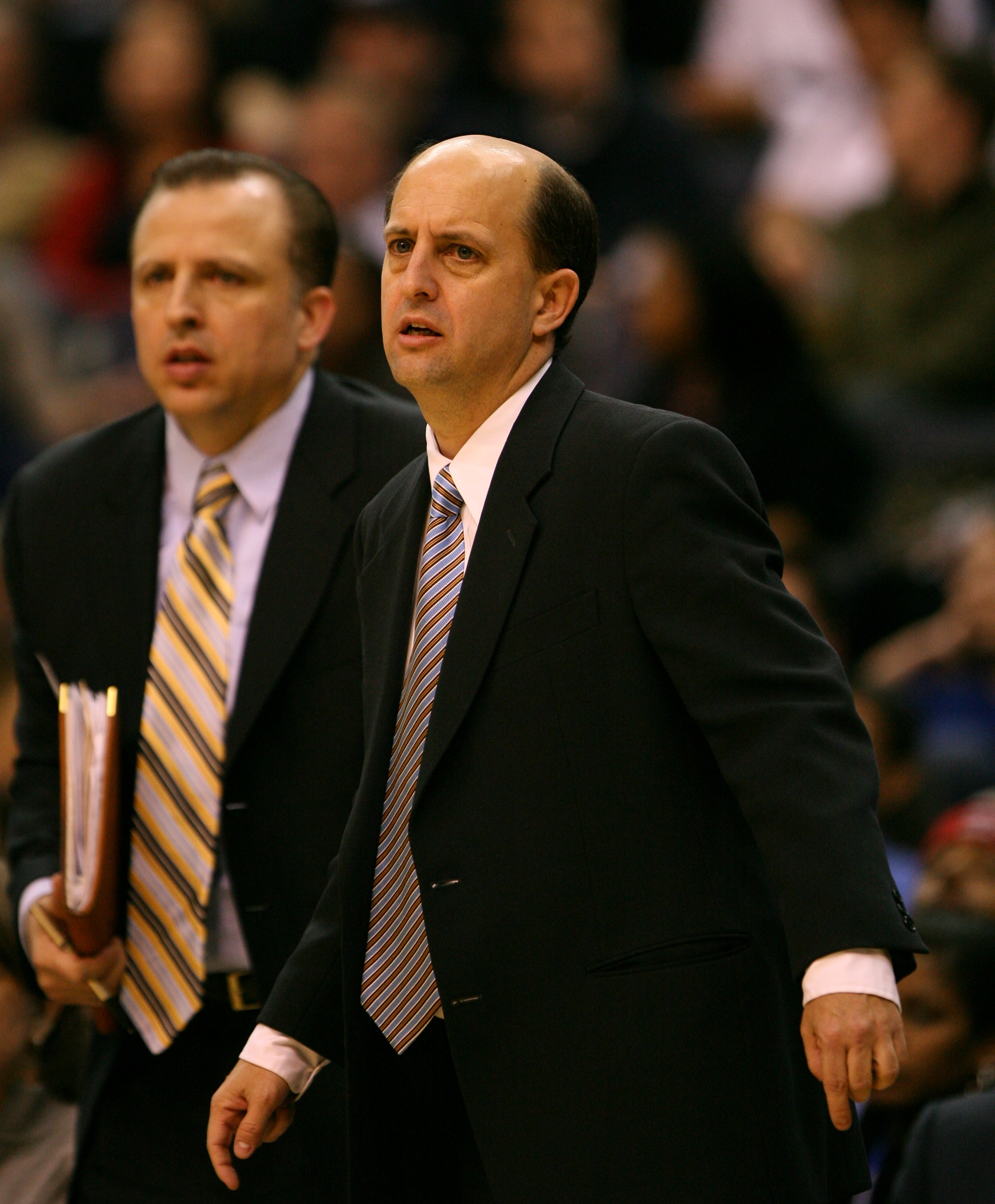
トム・シボドー (左) とロケッツ、ヘッドコーチ　ジェフ・ヴァン・ガンディ(右)

- その後、2003年にジェフ・ヴァン・ガンディと後にシャーロット・ボブキャッツのヘッドコーチとなる当時アシスタントコーチだったスティーブ・クリフォードとともにともにヒューストン・ロケッツに移籍し、ディフェンス担当アシスタントコーチとして活動し、その成果として、2004年から2007年の間、ロケッツがリーグのディフェンス効率トップ5内を維持することに貢献している[3] 。当時の主力選手には姚明、トレイシー・マグレディらがいた。
- 2007年ボストン・セルティックスに移籍し[4]ドック・リバースの下でアシスタントコーチを務め、そのシーズンにはポール・ピアース、ケビン・ガーネット、レイ・アレン、レイジョン・ロンドらを擁するセルティックスのNBA優勝に貢献した。

### ヘッドコーチ

#### シカゴ・ブルズ
- 2010年、シカゴ・ブルズのヘッドコーチに就任し、最初のシーズンは62勝20敗という好成績を残し、NBA最優秀コーチ賞に選出された[5] 。カンファレンスファイナルではマイアミ・ヒートに敗れている。
- 次の2011-2012年シーズンには、NBA史上最速での100勝に到達し[6]、ロックアウトで66試合と短縮されたシーズンにもかかわらず50勝し(リーグでもサンアントニオ・スパーズとブルズのみ50勝)、プレーオフ第1シードを得た。しかし1回戦でデリック・ローズが左膝の前十字靭帯の断裂により離脱し、フィラデルフィア・セブンティシクサーズに敗れた。
- 2012-2013シーズンはローズの全休により苦戦したが、過去にブルズでのキャリアが豊富なベテランポイントガードのカーク・ハインリックを獲得し、2シーズンで作り上げてきたチームディフェンスを武器に善戦し、45勝37敗でイースタン・カンファレンス5位の成績でプレーオフに臨んだ。1stラウンドはブルックリン・ネッツを下したが、カンファレンスセミファイナルでマイアミ・ヒートに敗れシーズンを終了した。
- 2013-2014シーズンは、デリック・ローズの序盤での再度の故障による離脱で苦戦するが、補強選手のD・J・オーガスティン、マイク・ダンリービー・ジュニア、や従来メンバーのジョアキム・ノアらのチームバランスのとれた活躍で、48勝34敗の成績で、イースタン・カンファレンス4位でプレーオフに進出した。
- 2014-2015シーズンは、デリック・ローズが復帰し、パウ・ガソルが加入し、50勝32敗の成績で、5年連続でプレーオフに進出し、1stラウンドはミルウォーキー・バックスを4勝2敗で退けたが、セミファイナルはレブロン・ジェームズか5年振りに復帰したクリーブランド・キャバリアーズに2勝4敗で屈した。ブルズで通算255勝155敗(勝率.622)の好成績を残したものの、2015年5月に解任された[7]。

#### ミネソタ・ティンバーウルブズ
- 2016年4月20日、5年契約でミネソタ・ティンバーウルブズの球団社長兼ヘッドコーチに就任した[8]。

#### ニューヨーク・ニックス
- 2020年7月25日、5年契約でニューヨーク・ニックスのヘッドコーチに就任した。

## ヘッドコーチ成績
| チーム | シーズン | G   | W   | L   | W–L% | シーズン結果        | PG | PW | PL | PW–L% | 最終結果                 |
| ------ | -------- | --- | --- | --- | ---- | ------------------- | -- | -- | -- | ----- | ------------------------ |
| CHI    | 2010–11  | 82  | 62  | 20  | .756 | セントラル1位       | 16 | 9  | 7  | .563  | カンファレンス決勝敗退   |
| CHI    | 2011–12  | 66  | 50  | 16  | .758 | セントラル1位       | 6  | 2  | 4  | .333  | 1回戦敗退                |
| CHI    | 2012–13  | 82  | 45  | 37  | .549 | セントラル2位       | 12 | 5  | 7  | .417  | カンファレンス準決勝敗退 |
| CHI    | 2013–14  | 82  | 48  | 34  | .585 | セントラル2位       | 5  | 1  | 4  | .200  | 1回戦敗退                |
| CHI    | 2014–15  | 82  | 50  | 32  | .610 | セントラル2位       | 12 | 6  | 6  | .500  | カンファレンス準決勝敗退 |
| MIN    | 2016–17  | 82  | 31  | 51  | .378 | ノースウェスト5位   | —  | —  | —  | —     | プレーオフ進出ならず     |
| MIN    | 2017–18  | 82  | 47  | 35  | .573 | ノースウェスト4位   | 5  | 1  | 4  | .200  | 1回戦敗退                |
| MIN    | 2018–19  | 40  | 19  | 21  | .475 | 解任                | —  | —  | —  | —     | —                        |
| NYK    | 2020–21  | 72  | 41  | 31  | .569 | アトランティック3位 | 5  | 1  | 4  | .200  | 1回戦敗退                |
| NYK    | 2021–22  | 82  | 37  | 45  | .451 | アトランティック5位 | —  | —  | —  | —     | プレーオフ進出ならず     |
| NYK    | 2022–23  | 82  | 47  | 35  | .573 | アトランティック3位 | 11 | 6  | 5  | .545  | カンファレンス準決勝敗退 |
| NYK    | 2023–24  | 82  | 50  | 32  | .610 | アトランティック2位 | 13 | 7  | 6  | .538  | カンファレンス準決勝敗退 |
| 通算   | 通算     | 916 | 527 | 389 | .575 |                     | 85 | 38 | 47 | .447  |                          |